# Златиста булка
Златистата булка (златопер дъждосвирец, златист дъждосвирец) (Pluvialis apricaria) е водолюбива птица от семейство Дъждосвирцови. Това е средноголям дъждосвирец с овално тяло, къса глава и дълги крака. Прилича на сродната сребриста булка (Pluvialis squatarola), но е по-строен и обемист. 
Разделя се на два подвида - P. a. apricaria – Балтийска златиста булка и P. a. altifrons – Северна златиста булка. И двата подвида се срещат в България.

## Физическа характеристика
- Дължина на тялото: 28 см[2]
- Размах на крилата: 71 см[4]
- Тегло: Мъжките достигат 140 – 283 г, женските – 157 – 294 г[3]

За оперението е характерен сезонен диморфизъм. Гърбът, крилата отгоре и тилът през всички сезони са на златистожълти и черни петна. През лятото коремът, гърдите, шията и бузите са черни, разделени от останалото оперение с бяла ивица, а през есенно-зимния период са бежово-бели. Извън размножителния период прилича на сребристата булка, като се отличава от нея по липсата на черно петно на подмичничните пера.
Има черен, къс и дебел клюн. Краката са сиво-черни.
Младите приличат на възрастните в зимно оперение, но златистите петна са по-ярки, гърдите и корема са по-напетнени и краката им са тъмнокафяви.

## Разпространение и местообитание
Разпространена е по крайбрежията на Северно и Балтийско море, вкл. на Британските и Фарьорските острови (подвидът P. a. apricaria), Гренландия, Исландия, Скандинавския полуостров и Сибир (в зоната на тундрата) (подвидът P. a. altifrons). Зимува по морските крайбрежия на Пиренейския, Апенинския, Балканския полуостров, Мала Азия, Каспийско море, Югозападна Азия и Северна Африка и Северна Америка (популацията на Гренландия).
В България се среща през есенно-зимния период по Черноморското крайбрежие и прилежащите влажни зони (Поморийско езеро, Атанасовско езеро и др.) и равнинните райони на Северна България.
Гнезди в тундрата, мочурливи открити ландшафти с нискостъблени растения, край влажни зони.
През зимата обитава влажни ниви, ливади, обработваеми площи. Образува ята, често заедно с калугерици (Vanellus).

## Начин на живот и хранене
Прелетна птица. Пролетната миграция протича от края на февруари до средата на май, а есенната от септември до края на ноември.
Храни се с насекоми и техните ларви, паяци, червеи, ракообразни и рядко с плодове и семена.

## Размножаване
Образува постоянни двойки. Характерно е, че самеца изпълнява ритуален полет над гнездото.
Женската снася 4 яйца в периода април – юни. Мътят и двамата родители около 27 – 28 дни. Малките стават самостоятелни след 26 – 30 дни. Половата зрялост настъпва след 1 година.

## Допълнителни сведения

### Природозащитен статус
- Червен списък на световнозастрашените видове (IUCN Red List) – Незастрашен вид (Least Concern LC)

Световната популация наброява 1 600 000 – 2 000 000 идивида.
- Директива за птиците на ЕС – Приложение 1
- Закон за биологичното разнообразие – Приложение 2